# 日里村 (長野県)
日里村（ひさとむら）は長野県上水内郡にあった村。現在の長野市中条御山里・中条日下野・鬼無里日下野にあたる。

## 地理
- 山：虫倉山

## 歴史
- 1889年（明治22年）4月1日 - 町村制の施行により、日下野村・御山里村の区域をもって発足。
- 1955年（昭和30年）2月1日 - 祖山が鬼無里村に編入、残部が栄村と合併して中条村が発足。同日日里村廃止。

## 出身人物
- 岡本陸人 - あかね書房創業者